# ألكسندر ريتشارد سفوبودا

ألكسندر ريتشارد سفوبودا

ألكسندر ريتشارد سفوبودا أو إسكندر ازفوبودا:بالإنجليزية:Alexander Richard Svoboda (بغداد 1878-إسطنبول 1946م)، مصور فوتوغرافي، عمل في القنصلية البريطانية في بغداد، دوَّن رحلة قام بها عام 1897م، تسمى (يوميات رحلة ألكسندر سفوبودا) وهي جزء من مشروع لنشر مذكرات سفوبودا.

## السيرة
ألكسندر ريتشارد سفوبودا هو ابن جوزيف ماثيا سفوبودا و (إليزا مارين سفوبودا) ولد في بغداد في 7 يوليو 1878م. ولد بعد عشرة أشهر من زواج والديه، وجاء بعد فترة قصيرة من وفاة زوج أمه السابق (فتح الله الصايغ). تعلم اللغة العربية في المدرسة المسيحية الكلدانية في بغداد 1883-1884م. كان والده موظفاً في شركة بيت لنج، وكان يتكلم معه بالإنجليزية فقط ليضمن له عملاً في الشركة.
وفي عام 1888-1889م، بدأ يكتب باللغتين العربية والإنجليزية. وفي عام 1895م، بدأ يعمل في القنصلية البريطانية، كما بدأ يتابع دروساً لتعلم اللغة التركية.
في عام 1897م، وفي سن التاسعة عشرة، سافر (ألكسندر) إسكندر ريتشارد من بغداد بصحبة والديه والقنصل البريطاني المنتهية ولايته العقيد إدوارد موكلر والوفد المرافق له في قافلة اخترقت البادية، ثم وصل إلى مصر وبعد ان زار القاهرة توجه إلى الإسكندرية، ومنها ركب سفينة إلى إيطاليا، ثم ركب القطار إلى فرنسا، ودامت سفرته ثلاثة أشهر ونصف. وقد كتب دفاتر يومياته بالعربية، حيث سجل فيها حياته اليومية وسفراته وعلاقته مع من كان حوله. وفي هذه اليوميات نجد الجزء الأكبر منها تخص عائلة (سفوبودا) ازفوبودا.
وفي عام 1900م، تزوج في بيروت بفرنسية إسمها ماري جوزفين دريسبور، وقد إصطحبها معه عند عودته إلى بغداد، وأنجب منها بنتاً إسمها (سيسيل) قد ولدت عام 1904م. وفي عام 1921م، قد طلق زوجته (ماري جوزفين) التي عادت إلى فرنسا عام 1923م، وطلبت ان تعاد اليها الجنسية الفرنسبة بعد ان فقدتها بزواجها من أجنبي، وحصلت عليها عام 1932م.وقد يكون قد عمل بالتجارة عند عودته إلى بغداد وكتب إسمه على طريقة العراقيين (إسكندر بن جوزيف زفوبودا) واختصره بالحروف اللاتينية (Alex.J.Svoboda). ولاشك انه تعلم الفرنسية لإقامته الطويلة في أوروبا مع زوجته الفرنسية. مارس التصوير الفوتوغرافي اقتداءاً بعمه ألكسندر ساندور (إسكندر ساندور) وأحسن فيه. وإشترى أجهزة تصوير حديثة مكنته من إلتقاط عدد كبير من الصور، ونشر اعداداً منها على البطاقات البريدية، وربما ساعدته زوجته الفرنسية على صياغة المعلومات المكتوبة باللغة الفرنسية وبيعها للسواح الفرنسيين في العراق. ثم كتبا المعلومات باللغتين الفرنسية والإنجليزية بعد الإحتلال البريطاني لبغداد عام 1917م. وبعد ان عبر الشرق الأوسط إلى أوروبا، بقي محتفظا بسجل مذكرات يومياته أثناء رحلته هذه من بغداد إلى العاصمة الحديثة باريس، وكان يسجل انطباعاته ومنها قرب أفول الدولة العثمانية وما واجهته من أمور كانها تحدث لأول مرة، وقد قدم لنا شرحا وتعليقاً عن التغييرات التي حصلت في زمانه وتحديداً مكانة بغداد في العالم. وكان اسكندر ازفوبودا قد كتب يومياته باللغة العربية ولهجة عراقية وشامية. وفي عام 2013 م، ترجم هذه المذكرات نوف علاوي وتم نشرها بالتعاون مع (Newbook Digital Texts). وفي مقدمته يشير البروفيسور والتر جي أندروز في ملاحظة، هي ان الشاب أكسندر البغدادي من اصول أوروبية، فهو يمثل نموذجاً مصغراً من صراعات القيم المتبادلة وتقاليد قد تميزت بها منطقة الشرق الأوسط في زمانه. التي أعطته منظوراً ومشهداً فريداً ى هذه اللحظة التاريخية في مطلع القرن العشرين.

## مشروع نشر المذكرات
إنتقل ألكسندر سفوبودا من بغداد إلى إسطنبول عام 1929م، وقد ترك مذكرات والده عند كاهن كاثوليكي من العراق، وقد نقلت في النهاية إلى المؤرخ العراقي يعقوب سركيس الذي ترك مكتبته وبوصية خاصة منه إلى جامعة الحكمة. وفي سبعينيات القرن العشرين أصبحت مارجريت مكية وهي والدة كنعان مكية مهتمة بهذه المذكرات باعتبارها وثيقة اجتماعية لشريحة معينة من المجتمع العراقي في النصف الثاني من القرن التاسع عشر. وحصلت مارجريت على منحة من مؤسسة كالوست جولبنكيان لدراسة ونسخ محتوياتها. قامت مكية بتدوين ونسخ 31 من اصل 61 من المذكرات. ولا يزال عملها بمثابة مصدر أساسي لمشروع سفوبودا.
في عام 1985م، قام البروفيسور هنري سفوبودا، وهو آخر أفراد عائلة سفوبودا المتبقين في العراق، بتعيين الباحثة والمهندسة المعمارية نوف عبد المجيد علاوي في المساعدة لكتابة تاريخ العائلة باستخدام مذكرات يوميات جوزيف سفوبودا مادة تستعين بها في كتاباتها. في عام 2005 م، بدأ الاثنان بالعمل على ترجمة ماسجله الكسندر سفوبودا في رحلته، لكن وفاة البروفيسور سفوبودا في أكتوبر 2005 م، إضافة إلى الإضطرابات المستمرة جراء حرب العراق ألقت بظلال من الشك على مستقبل المشروع. لقد سعت نوف علاوي للحصول على مساعدة المجتمع الأكاديمي و جامعة واشنطن، وقد إتصلت بالبروفيسور والتر جي اندروز، ومشروع أرشيف النصوص العثمانية، وانه كان مشروع مذكرات سفوبودا وفيما بعد أصبح مشروع النشر التعاوني: نصوص نيوبوك الرقمية (Newbook Digital Texts) للعلوم الإنسانية.

## وفاته
توفي ألكسندر ريتشارد سفوبودا في إسطنبول عام 1946م.